# Eupsenella aulax
Eupsenella aulax (лат.) — ископаемый вид мелких хризидоидных ос из подсемейства Bethylinae семейства бетилид (Bethylidae).

## Описание
Обнаружен в эоценовых балтийском и ровенском янтарях (около 40 млн лет). Длина тела от 2,5 до 3,3 мм. Жвалы с 4 зубцами. Клипеус с угловатой медиальной долей. Оцеллии мелкие. Голова субквадратная. Пронотальный диск с глубокой поперечной бороздкой около своего заднего края. Усики 13-члениковые. Передние крылья содержат шесть замкнутых ячеек (R, 1Cu, C, 1M, 1R1, 2R1). Нотаули и парапсидальные бороздки груди развиты. Вид Eupsenella aulax был впервые описан в 2014 году бразильскими, украинским и российским палеоэнтомологами Магно Рамосом (Magno S. Ramos, Бразилия), Евгением Перковским (Киев, Украина), Александром Расницыным (ПИН РАН, Москва, Россия) и Селсо Азеведо (Celso O. Azevedo, Бразилия, Universidade Federal do Espirito Santo, Departamento de Biologia, Maruípe, Витория, Эспириту-Санту) вместе с таксонами Eupsenella klesoviana, Eupsenella rossica, Eupsenella yantarnica, Goniozus definitus, Lytopsenella baltica, Lytopsenella maritima, Sierola rovniana и другими новыми ископаемыми видами. Видовое название E. aulax дано от латинского слова aulax по наличию глубокой поперечной бороздки около заднего края пронотального диска. Таксон Eupsenella aulax близок к видам Eupsenella rossica, Eupsenella klesovania и другим.